# Bolbogonium kabakovi
Bolbogonium kabakovi är en skalbaggsart som beskrevs av Nikolajev 1976. Bolbogonium kabakovi ingår i släktet Bolbogonium och familjen Bolboceratidae. Inga underarter finns listade.